# Albert Minder
Albert Minder (* 5. Februar 1879 in Walkringen; † 25. Juli 1965 in Burgdorf BE) war ein Schweizer jenischer Dichter-Maler.

## Leben
Geboren 1879 als Nachfahre zwangsassimilierter Fahrender, verbrachte er seine ersten Lebensjahre teils im Grossen Moos, teils in Bern, je nach Arbeitssituation seiner Eltern, die sich ihren Lebensunterhalt als Korber und Bauern zu verdienen suchten und schliesslich in Burgdorf in einer Zigarrenfabrik Anstellung fanden und durch den Verkauf von Pilzen und Treibholz auch ein bescheidenes Zusatz-Einkommen erwirtschafteten. Seine ausgezeichneten Schulleistungen verhalfen ihm zu einem Freiplatz am Burgdorfer Gymnasium. Der angestrebte Lehrerberuf schien nach dem Progymnasium in Griffweite. Die Ausbildung scheiterte jedoch bereits nach vierzehn Tagen an den unerschwinglichen Kosten für die Lehrmittel und für die Unterkunft am Lehrerseminar. 1901–1902 besuchte er die Kunstgewerbeschule Basel.
Minder hatte sich in frühesten Jahren mit seiner eigenen Herkunft auseinanderzusetzen begonnen. Anders als sein Vater, der sich von seiner Abstammung loszusagen versuchte, stand der junge Minder zur Geschichte seiner Familie und zeichnete sie im Laufe der Jahre in zwei Büchern eindrücklich und ungeschminkt nach: In der Textsammlung «Der Sohn der Heimatlosen» und im Buch Die Korberchronik – Aus dem Wanderbuch eines Heimatlosen, nach welchem Hans Rych eine mehrteilige Hörfolge für Radio Bern gestaltete.
1926 bis 1928 war Minder Stadtrat in Burgdorf als Abgeordneter der SP.
Auch in künstlerischen Arbeiten sind sowohl seine Auseinandersetzung mit seiner Herkunft als auch sein sozialpolitisches Engagement zu erkennen. Beispielhaft ist sein um 1907 entstandenes Gemälde «Fabrikfeierabend». Dieses war 2006/2007 im Schlossmuseum Burgdorf ausgestellt in der Sonderausstellung «12 Gesichter, 12 Geschichten», welche 11 Burgdorfer Persönlichkeiten des 18. bis 20. Jahrhunderts porträtierte, die sich kulturell, wirtschaftlich, politisch oder sozial engagierten. Im Geschäftsjahr 2007/08 wurde das Bild durch den Rittersaalverein Burgdorf aus dem Nachlass von Sergius Golowin erworben.
Zuletzt aber zog Minder sich resigniert von allem zurück und lebte als vielbelächeltes Original in einer mit Büchern überfüllten Baracke am Stadtrand, beschäftigt mit Geschichte und Tradition der Fahrenden, zu deren Identität er immer deutlicher zurückfand. Als er sich, völlig vereinsamt, am 25. Juli 1965 das Leben nahm, wanderten seine 1344 Bücher – eine Spezialbibliothek zum Thema »Kinder der Landstrasse«, wie es sie wohl in dieser Form nie wieder geben wird – unbesehen ins Antiquariat.
1977 wurde im Gsteighofschulhaus Burgdorf eine Ausstellung über Leben und Wirken Minders gezeigt. Im Burgdorfer Steinhofquartier ist ein Weg nach ihm benannt.

## Werke
- Der Sohn der Heimatlosen, Volksverlag, Burgdorf, 1925
- Die Korberchronik – Aus dem Wanderbuch eines Heimatlosen, NSB, Zürich, 1948
- Beitrag in JENISCHE REMINISZENZEN, Eye, 2001, ISBN 3-901735-06-2.
- unter dem Pseudonym Albertus Magnus: Artikel in der Zeitschrift Neuer Postillon